# Кучова (округ)
Кучова (алб.  Rrethi i Kuçovës) — один из 36 округов Албании, расположенный в центральной части страны.
Округ занимает территорию 112 км² и относится к области Берат. Административный центр — город Кучова.
В самом маленьком по территории округе Албании проживает 49 062 жителей, что превышает население некоторых более обширных округов во много раз.

## Географическое положение
Округ Кучова расположен на переходе равнины Мюзекея в Центральной Албании в южно-албанские горы. Западную границу округа на большом протяжении образует река Осуми, а северную — река Деволи.
Самый крупный город региона, Берат, находится в 15 км от Кучовы.

## Экономика и промышленность
В Кучове находится центр албанской нефтедобывающей промышленности. Нефть добывается здесь с 30-х годов XX века, а сам город Кучова возник в 50-х годах при поддержке СССР. С распадом стран социалистического блока многие скважины закрыты. Окружающая среда сильно загрязнена отходами нефти.

## Административное деление
Территориально округ разделён на город Кучова и 2 общины: Козаре и Перондия.